# Red Faction (videojuego)
Red Faction es un videojuego de disparos en primera persona desarrollado por Volition y publicado por THQ para PlayStation 2, Windows y Mac OS en 2001. Una versión para el Nokia N-Gage fue desarrollada por Monkeystone Games. Está notablemente inspirado en varios trabajos de la ciencia ficción contemporánea. En 2002, se lanzó su secuela, Red Faction II.
La acción se desarrolla en el planeta Marte a finales del siglo XXI. El jugador controla a un minero llamado Parker quien junto a la rebelión lucha contra la Corporación Ultor. La característica principal del videojuego es la tecnología "Geo-Mod", una abreviación en inglés para "modificación de la geometría", la cual proporciona entornos destructibles, permitiendo al jugador destruir gran parte de las secciones del escenario del videojuego. Por ejemplo, en vez de abrir una puerta, el jugador podría destruir la muralla que rodea la puerta.
El 29 de noviembre de 2016, el videojuego se estrenó en PlayStation 4 a través de PlayStation Network con funciones adicionales como compatibilidad con trofeos y resoluciones de pantalla ancha.

## Argumento
Red Faction tiene lugar en Marte alrededor del año 2075. Los minerales de la Tierra se están agotando y los humanos necesitan más de ellos para sobrevivir. La enorme Corporación Ultor ejecuta la operación minera en Marte. Las condiciones de vida son deplorables, los derechos humanos de los mineros son pocos, y una enfermedad llamada "The Plague" se está extendiendo a lo largo de la colonia sin antídoto conocido disponible, predominantemente dentro de los confines del complejo minero. Parker, un minero oprimido, vino a Marte para comenzar de nuevo en su vida, cautivado por las promesas y ventajas que Ultor tiene para ofrecer en las minas de Marte. Después de un día rutinario en la mina con la agresión típica hacia mineros y condiciones de vida de hacinamiento y nutrición deficiente, presencia la chispa que inicia una rebelión cuando un guardia de seguridad abusa de un minero al final de su turno y lo mata cruelmente. Parker toma las armas, con la ayuda de Hendrix, un rebelde técnico de seguridad de Ultor que guía a Parker a través del complejo. Hendrix intenta que Parker se una a un grupo de mineros que están a punto de robar una lanzadera de suministros y escapar del complejo, pero Parker llega demasiado tarde. El transbordador despega, y es destruido por misiles momentos más tarde.
Parker atraviesa el complejo Ultor, eliminando cualquier resistencia que Ultor le arroje, e incluso (con la ayuda de Orion, un miembro de alto rango de Red Faction) secuestra a Gryphon, un administrador de alto rango de Ultor, para Eos, líder de Red Faction. Parker aprende de Gryphon sobre el Dr. Capek, quien creó "The Plague". Capek ha estado experimentando con la nanotecnología, y The Plague es un efecto secundario de las inyecciones en el chequeo médico anual de los mineros. Hendrix dirige a Parker al laboratorio subterráneo secreto de Capek, donde él y Eos encuentran y derrotan a Capek. Cuando Capek muere, le dice a Eos que hay una cura para The Plague, pero se niega a decirle cómo hacerlo y dice sin rodeos "Espero que todos mueran". Con la muerte de Capek desembocando la secuencia de autodestrucción del laboratorio, Eos se queda atrás para encontrar los archivos de la cura mientras Parker continúa hacia el centro de comunicaciones. Después de enviar una llamada de socorro a la Fuerza de Defensa de la Tierra, Parker destruye el sistema de defensa antimisiles, de modo que puede guardarlo en una lanzadera a una estación espacial de Ultor en órbita marciana para desactivar un sistema de defensa láser sin ser derribado.
Después de destruir la estación espacial, Parker regresa a Marte a través de una cápsula de escape. Ultor saca su reserva de mercenarios para ayudarlos en su lucha contra los mineros. Hendrix le dice a Parker que los mercenarios tienen órdenes de destruir el complejo minero, encubriendo cualquier prueba de las fechorías de Ultor. Hendrix es asesinado poco después por los mercenarios. Después de abrirse camino a través de la base mercenaria, Parker se enfrenta a Masako, el líder mercenario. Después de que mata a Masako, Parker ve que Eos está atado y sentado en el suelo junto a la bomba, que está a punto de explotar. Después de desactivarlo, la Fuerza de Defensa de la Tierra llega justo a tiempo para salvar a Parker y Eos de un avión de combate. Eos le dice a Parker que se ha hecho un antídoto contra la peste y que se lo está administrando a cualquier minero enfermo. También le dice que se irá de Marte, y que Parker debería disfrutar de su nuevo estatus como héroe.

## Jugabilidad
Uno del los principales puntos de Red Faction es el motor "Geo-Mod" y su tecnología, el cual permitía significativamente alterar y afectar el terreno circundante así como los edificios, con explosivos y otros elementos. Los videojuegos de la época habían mantenido una alteración limitada del entorno, generalmente a través de procesos predefinidos, los cuales limitaban las áreas y el tipo de daños de los elementos de cada nivel. Red Faction fue uno de los primeros juegos en permitir alterar físicamente los niveles de manera más libre y sin tantos elementos predefinidos.
La versión para PC de Red Faction incluye un nivel adicional llamado "Glass House" que permite al jugador experimentar con Geo-Mod como mecánico en un entorno sandbox.
La versión para PlayStation 2 de Red Faction incluye multijugador local con rondas deathmatch con bots de inteligencia artificial y hasta 4 jugadores humanos. El lanzamiento del videojuego para PC, sin embargo, elimina la función multijugador local a favor del competitivo modo multijugador en línea que incluye deathmatch el deathmatch en equipo y "captura la bandera" para hasta 32 jugadores humanos en 25 niveles diferentes. Se incluyeron 2 niveles de multijugador adicionales para la versión de PC como contenido exclusivo para los jugadores que compraron el videojuego en GameStop o Electronics Boutique. Sin embargo, las últimas versiones de PlayStation 3 y PlayStation 4 de Red Faction no incluyen la funcionalidad multijugador.

## Desarrollo
Descent 4 fue un videojuego desarrollado por Volition como parte de una precuela para la franquicia de Descent. Sin embargo, fue cancelado y la tecnología detrás del desarrollo y algunos elementos argumentales, fueron incorporados a Red Faction. Algunos ejemplos incluyen al personaje principal Parker así como el motor Geo-Mod.
Muchos fanáticos han señalado las similitudes entre Red Faction y la película Total Recall de 1990, protagonizada por Arnold Schwarzenegger con su escenario en Marte y la rebelión contra los mineros. El diseñador principal Alan Lawrance reconoció las similitudes en una entrevista de 2014, pero afirmó que la película no se utilizó como la principal inspiración; cualquier conexión es pura coincidencia.
Red Faction entró en una fase de preproducción en 1998. La intención original era que cada parte del videojuego fuera destruible, pero se redujo su alcance debido a los desafíos técnicos y la necesidad de guiar al jugador a través de un videojuego lineal. Fue creado por un pequeño equipo con un presupuesto relativamente limitado, y lanzado en 2001.

## Recepción
Las versiones para PlayStation 2 y PC de Red Faction recibieron "críticas generalmente favorables", mientras que la versión de N-Gage recibió críticas "mixtas", según el sitio web de reseñas Metacritic.
En la versión para PlayStation 2, IGN lo calificó como «un videojuego imprescindible para la PlayStation 2, y es el mejor videojuego de disparos en primera persona para un solo jugador». GameSpot declaró: «A pesar de que Red Faction rara vez supera a los videojuegos de los que se inspira, el hecho de que hay veces en que los muestra es impresionante». PlanetPS2 comentó: «Red Faction ofrece una experiencia satisfactoria, aunque un poco defectuosa para un jugador y un modo multijugador como distracción, pero en última instancia, superficial. Los gráficos son impresionantes, y la tecnología presentada en este videojuego es increíble, es lamentable que no haya sido utilizado con todo su potencial». Sin embargo, Edge le dio el puntaje más bajo de cinco de diez.
En la versión para PC, IGN declaró: «Todo se trata de la jugabilidad, y cuando le arrancas a este bebé con fuerza o, Dios no lo quiera, lo vuelves loco, encontrarás la jugabilidad que te mantendrá en pie durante horas acumuladas en días, acumuladas en semanas». PC Gamer comentó: «Por lo que parece, Red Faction se parece más a la linda chica de al lado que una modelo de moda del Upper West Side: es bonita, pero no hará que un hombre caiga de rodillas y gracias a Dios por darle la vista». GameSpot señaló, «Su relativa falta de originalidad puede...socavar el atractivo de Red Faction para los jugadores más experimentados, para quienes el videojuego proporcionará un territorio mayormente familiar. Sin embargo, Red Faction es un videojuego de disparos consumado en sí mismo». Game Revolution llamó al juego «un videojuego de disparos en primera persona fino con mucha acción e intensa jugabilidad, incluso si es derivado, demasiado corto y un poco sin inspiración».
Maxim dio a la versión de PS2 las cinco estrellas y dijo: «Tenemos que admitir que la mayoría de los videojuegos en primera persona nos causan náuseas, pero los gráficos suaves de Red Faction y la facilidad de juego hacen que sea difícil dejar de lado». Playboy dio a la misma versión de consola una puntuación del 90% y declaró: «Prácticamente todos los elementos de Red Faction están bien pulidos, incluso los controles son intuitivos, a diferencia de la mayoría de los shooters de consola, que hacen que los veteranos de videojuegos para PC tengan un teclado y ratón». The Cincinnati Enquirer le dio a la versión de N-Gage cuatro estrellas de cinco y la llamó «una inteligente adaptación de las versiones populares para consolas y PC».